# Abdel Moneim Hussein
Abdel Moneim Hussein   (Khartum, 1952), conegut amb el sobrenom Qarn Shatta, és un exfutbolista sudanès, nacionalitzat egipci, de la dècada de 1970.
Pel que fa a clubs, destacà a Al Ahly SC a Egipte, on també fou entrenador entre 1992 i 1995.